# Svend Fallesen
Svend Henrik Fallesen (født 30. oktober 1919 i København, død 20. november 2001 smst.) var en dansk ekspeditionssekretær og atlet, der var medlem af Københavns IF.
Fallesen var roer i Roforeningen Kvik, da han i den relative høje alder af 26 begyndte med sprint i KIF i 1946. Han blev dobbelt dansk mester i 100 og 200 m løb i 1947 og 1948. I 1948 kom han på andenpladsen efter bokseren Svend Aage Sørensen i Politikens "Årets Fund" i dansk idræt. Han vandt desuden fire danske mesterskaber i 4 x 100 meter stafet og var på landsholdet fem gange. I landskampen mod Finland og Holland i 1947 vandt han 100 meter løbet og tangerede den danske rekord på 10,6. I mange år var han en kendt starter ved stævner i Danmark.

## Danske mesterskaber
- Guld 1947 100 meter 10,9
- Guld 1947 200 meter 22,9
- Guld 1947 4 x 100 meter
- Guld 1948 100 meter 10,9
- Guld 1948 200 meter 23,0
- Guld 1948 4 x 100 meter
- Sølv 1949 100 meter 11,0
- Bronze 1949 200 meter 23,0
- Guld 1949 4 x 100 meter
- Sølv 1950 100 meter 11,0
- Guld 1950 4 x 100 meter

## Personlige rekorder
- 100 meter: 10,6 sekunder Østerbro Stadion 28. september 1947
- 200 meter: 22,2 sekunder Malmö, 29. september 1948